# 北齐书
| 中國二十四史 | 中國二十四史   | 中國二十四史 | 中國二十四史 | 中國二十四史 |
| 次序         | 書名           | 作者         | 作者         |              |
| 次序         | 書名           | 姓名         | 時代         |              |
| ------------ | -------------- | ------------ | ------------ | ------------ |
| 1            | 史记           | 司馬遷       | 西漢         |              |
| 2            | 汉书           | 班固         | 東漢         |              |
| 3            | 后汉书         | 范曄         | 劉宋         |              |
| 4            | 三國志         | 陈寿         | 西晋         |              |
| 5            | 晋书           | 房玄龄等     | 唐           |              |
| 6            | 宋书           | 沈约         | 蕭梁         |              |
| 7            | 南齐书         | 萧子显       | 蕭梁         |              |
| 8            | 梁书           | 姚思廉       | 唐           |              |
| 9            | 陈书           | 姚思廉       | 唐           |              |
| 10           | 魏书           | 魏收         | 北齐         |              |
| 11           | 北齐书         | 李百药       | 唐           |              |
| 12           | 周书           | 令狐德棻等   | 唐           |              |
| 13           | 南史           | 李延寿       | 唐           |              |
| 14           | 北史           | 李延寿       | 唐           |              |
| 15           | 隋书           | 魏徵等       | 唐           |              |
| 16           | 旧唐书         | 刘昫等       | 后晋         |              |
| 17           | 新唐书         | 欧阳修等     | 北宋         |              |
| 18           | 旧五代史       | 薛居正等     | 北宋         |              |
| 19           | 新五代史       | 欧阳修       | 北宋         |              |
| 20           | 宋史           | 脱脱等       | 元           |              |
| 21           | 辽史           | 脱脱等       | 元           |              |
| 22           | 金史           | 脱脱等       | 元           |              |
| 23           | 元史           | 宋濂等       | 明           |              |
| 24           | 明史           | 张廷玉等     | 清           |              |
| 相關         | 東觀漢記       | 劉珍等       | 東漢         |              |
| 相關         | 新元史         | 柯劭忞       | 民國         |              |
| 相關         | 清史稿         | 趙爾巽等     | 民國         |              |
| 相關         | 點校本二十四史 | 顧頡剛等     | 共和國       |              |

《北齐书》，唐朝史学家李百药撰，原名《齊書》，因宋朝時為区别于萧子显《南齐书》與南齊歷史區別而更名，属纪传体断代史，共50卷，纪8卷，列传42卷，记载上起北魏分裂前十年左右，接續北魏分裂、东魏立国、北齐取代东魏，下迄北齐亡國，前後约五十餘年史實，而以记北齐历史为主。同时期成书还有《梁书》、《陈书》、《周书》、《隋书》。

## 流傳經過
唐太宗頗器重李百藥的才學，百藥先後於唐太宗貞觀元年（627年）和三年（629年）兩次奉詔繼續完成父撰《齊書》遺稿，並參考了隋朝史家王劭所撰編年體《齊志》。《齊書》成書於貞觀十年（636年），經歷了三個朝代（北齊、隋、唐）、共六十多年時間。
北齊同西魏和北周并立，另一方面，它们又一道跟南朝的梁、陈对峙。因此阅读《北齐书》的同時應和《周书》对照着读，另一方面再和《梁书》、《陈书》对照着读。李百藥撰文善用事例與言語來描述史實，並收錄了當時的流行、通俗語句，使得人物生動鮮明。如帝紀第一收錄將當時傳唱的歌謠：「銅拔打鐵拔，元家世將末。」，當時有好事者以銅拔與鐵拔代表拓拔、賀拔二人，斷言是元家將要衰敗的徵兆。書中亦存在有神異的描寫，如寫高洋出生前有赤光照室，出生時“鱗身、重踝”，即位時“京師獲赤雀”等等，是本書的缺失。
後來《北齐书》遭受嚴重散佚。到南宋時，五十卷的《北齐书》僅剩一卷帝纪、十六卷列传是李百药的原文；其餘各卷，都是後人根據唐代史家李延寿所撰《北史》抄补修成的。由於《北史》當時並没有遭到散佚，故後人根据《北史》以補寫《北齐书》，在文字上非尽属百药原文，但在内容上則不失真實（因《北史》的北齐史部分多採自《北齐书》）。
《北齊書》無志及表，後人據相關史料補作志表，清人萬斯同《歷代史表》有〈北齊諸王世表〉、〈北齊異姓諸王世表〉、〈北齊將相大臣年表〉各1卷，近人施和金《北齊地理志》5卷，蒙傳銘《補北齊書藝文志》不分卷，佚名《補北齊書疆域志》不分卷。1931年，刘盼遂发表了《齐书宗室世系表》，1945年，徐仁辅发表了《补〈北齐书·艺文志〉》，1947 年，严敦杰发表了《北齐历考》，均为补缺之作。

## 内容
注：有*者為李氏原文

### 帝紀
1. 帝紀第一 - 神武帝上
2. 帝紀第二 - 神武帝下
3. 帝紀第三 - 文襄帝
4. 帝紀第四* - 文宣帝
5. 帝紀第五 - 废帝
6. 帝紀第六 - 孝昭帝
7. 帝紀第七 - 武成帝
8. 帝紀第八 - 後主・幼主

### 列传
1. 列传第一 - 神武婁后・文襄元后・文宣李后・孝昭元后・武成胡后・後主斛律后・胡后・穆后
2. 列传第二 - 高祖十一王 - 永安簡平王浚・平陽靖翼王淹・彭城景思王浟・上党剛肅王渙・襄城景王淯・任城王湝・高陽康穆王湜・博陵文簡王济・華山王凝・馮翊王潤・漢陽敬怀王洽
3. 列传第三 - 文襄六王- 河南康舒王孝瑜・广寧王孝珩・河間王孝琬・蘭陵忠武王孝瓘・安德王延宗・漁陽王紹信
4. 列传第四 - 文宣四王・孝昭六王・武成十二王・後主五男
5. 列传第五* - 趙郡王琛・清河王岳
6. 列传第六 - 广平公盛・陽州公永乐・襄乐王显国・上洛王思宗・平秦王归彦・武興王普・長乐太守灵山
7. 列传第七 - 竇泰・尉景・婁昭・厙狄干・韓軌・潘乐
8. 列传第八* - 段荣
9. 列传第九* -  斛律金
10. 列传第十* -  孫騰・高隆之・司馬子如
11. 列传第十一* - 賀拔允・蔡儁・韓賢・尉長命・王怀・劉貴・任延敬・莫多婁貸文・高市貴・厙狄迴洛・厙狄盛・薛孤延・張保洛・侯莫陳相
12. 列传第十二* - 張瓊・斛律羌举・堯雄・宋显・王則・慕容紹宗・薛修義・叱列平・步大汗薩・慕容儼
13. 列传第十三* - 高・封隆之
14. 列传第十四* - 李元忠・卢文伟・李義深
15. 列传第十五* - 魏蘭根・崔悛
16. 列传第十六* - 孫搴・陳元康・杜弼
17. 列传第十七* - 張纂・張亮・張耀・趙起・徐遠・王峻・王紘
18. 列传第十八 -  薛琡・敬显儁・平鑑
19. 列传第十九 - 万俟普・可朱渾元・刘丰・破六韓常・金祚・韋子粲
20. 列传第二十 - 元坦・元斌・元孝友・元暉業・元弼・元韶
21. 列传第二十一 - 李渾・李璵・鄭述祖
22. 列传第二十二 - 崔暹・高德政・崔昂
23. 列传第二十三 - 王昕
24. 列传第二十四 - 陸法和・王琳
25. 列传第二十五 - 蕭明・蕭祗・蕭退・蕭放・徐之才
26. 列传第二十六 - 楊愔
27. 列传第二十七 - 裴讓之・皇甫和・李構・張宴之・陸卬・王松年・劉禕
28. 列传第二十八 - 邢邵
29. 列传第二十九 - 魏收
30. 列传第三十 - 辛術・元文遙・趙彦深
31. 列传第三十一 - 崔季舒・祖珽
32. 列传第三十二 - 尉瑾・馮子琮・赫連子悦・唐邕・白建
33. 列传第三十三* - 暴显・皮景和・鮮于世荣・綦連猛・元景安・独孤永業・傅伏・高保寧
34. 列传第三十四* - 陽斐・盧潜・崔劼・盧叔武・陽休之・袁聿修
35. 列传第三十五* - 李稚廉・封述・許惇・羊烈・源彪
36. 列传第三十六* 儒林 - 李鉉・刁柔・馮偉・劉晝・馬敬德・張景仁・權會・張思伯・張雕・孫靈暉・馬子結・石曜
37. 列传第三十七* 文苑 - 祖鴻勳・李广・樊遜・劉逖・荀士遜・顔之推
38. 列传第三十八 循吏 - 張華原・宋世良・郎基・孟業・崔伯謙・蘇瓊・房豹・路去病
39. 列传第三十九 酷吏 - 邸珍・宋遊道・盧斐・畢義雲
40. 列传第四十 外戚 - 趙猛・婁叡・尒朱文暢・鄭仲礼・李祖昇・元蛮
41. 列传第四十一 方伎 - 由吾道榮・王春・信都芳・宋景業・許遵・吳遵世・趙輔和・皇甫玉・解法選・魏寧・綦母懷文・張子信・馬嗣明
42. 列传第四十二 恩倖 - 郭秀・和士開・穆提婆・高阿那肱・韓鳳・韓宝業

## 延伸阅读
[在维基数据编辑]
 在维基文库阅读本作品原文（ 在维基共享资源阅览影像）
 《北齊書 (四庫全書本)》
 《欽定古今圖書集成·理學彙編·經籍典·北齊書部》，出自陈梦雷《古今圖書集成》